# Seleção Essencial (álbum)
Seleção Essencial é uma coletânea musical da cantora evangélica Fabiana Anastácio.
Foi lançada em 2018, pela gravadora Todah Music.

## Faixas[1]
1. Sou Eu
2. Adorarei (versão acústico)
3. Quem Me Vê Cantando
4. Momento Triunfal
5. A Lógica de Deus
6. É Tudo Dele
7. A Sombra de Pedro
8. Além das Circunstâncias